# 第601飛行隊 (イスラエル空軍)
イスラエル空軍 第601飛行隊（601 Squadron） は、イスラエル航空宇宙軍で各種評価試験や運用試験を行う飛行隊である。フライトテストセンター（Flight Test Center）、あるいはマナット・スコードロン（Manat Squadron）とも呼ばれる。"Manat"はヘブライ語でCenter for Flight Testing を意味するMer-kaz Nisu-yei Ti-saヘブライ語: מרכז ניסויי טיסהの頭文字を繋げた語である。

## 歴史
第601飛行隊は、イスラエル空軍において航空機の評価試験を行う飛行隊として、1950年代頃からハツォール空軍基地およびテルノフ空軍基地を拠点として活動を始めている。この時点では、"第601飛行隊"とは呼ばれておらず、単に"Manat"と呼ばれていたようである。1960年代頃より、中東戦争で交戦したエジプト軍、シリア軍などから鹵獲したソ連製航空機のテストなどを行い、1966年8月にはモサドの特殊作戦"ダイアモンド作戦"によりイラク軍のMIG-21戦闘機がイスラエルに亡命してきており、この機体の評価試験もManatによって実施された。
1978年からは"第601飛行隊"と改称されているが、任務内容は変わっておらず、1989年10月にはシリア軍から投降してきたMig-23戦闘機の調査を行っている。また、1970年代以降はUAVの評価試験をパルマヒム空軍基地を拠点に行っている。
1990年代以降には、評価試験に使用するため少数のF-16A/C/D戦闘機が標準配備されるようになり、1998年から1999年にかけては、当時最新鋭のF-15I Ra'am戦闘攻撃機も一時的に配備され、評価が行われていた。その後、第601飛行隊の専属装備としてF-15I 201号機の配備が続けられている。
2000年代に入ると、F-16の最新型であるF-16I Sufa戦闘攻撃機も1機(機番：401号機)が専属配備されている。
2020年11月にはF-35I試験機(機番：924号機)が配備された。
また、第601飛行隊では航空機搭載用の機材やミサイルなどの評価も行っており、ラファエル社製のパイソン空対空ミサイル、AGM-142 ポップアイ空対地ミサイル、スパイス誘導爆弾システムなどの試験を行ったとされる。

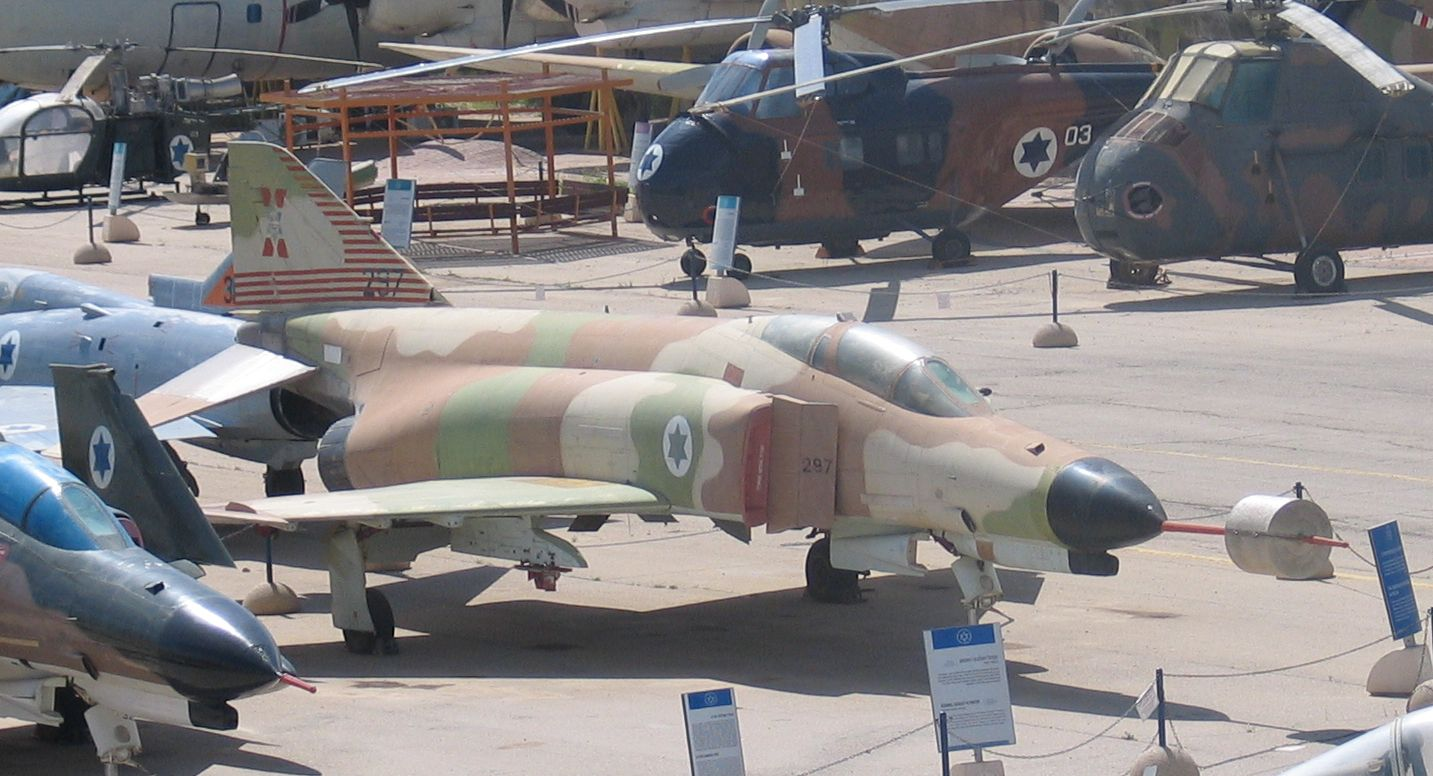
第601飛行隊の旧テールマーキングが施されたF-4E。イスラエル空軍博物館の展示。
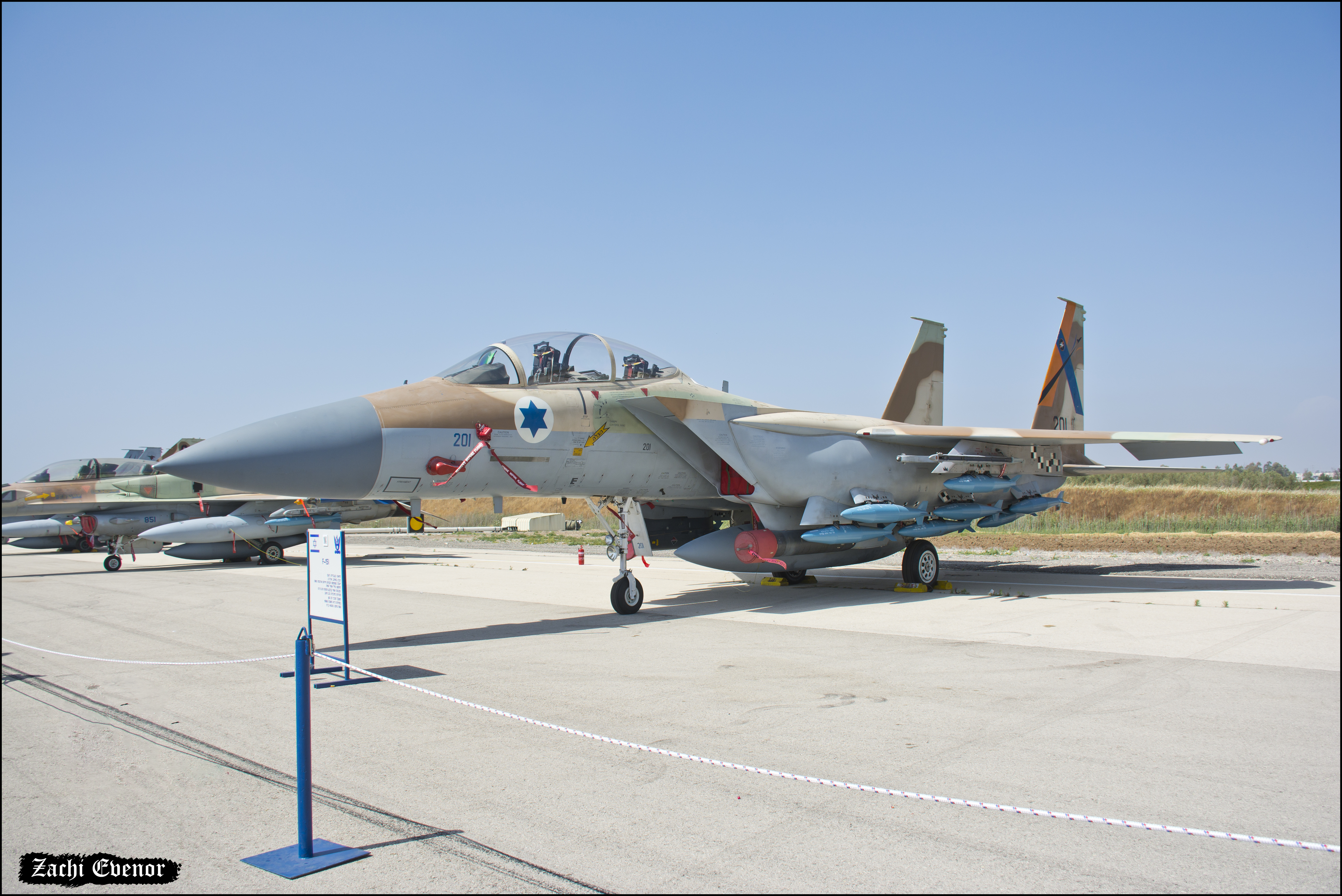
第601飛行隊の新テールマーキングが施されたF-15I 201号機。2017年の独立記念日の展示。
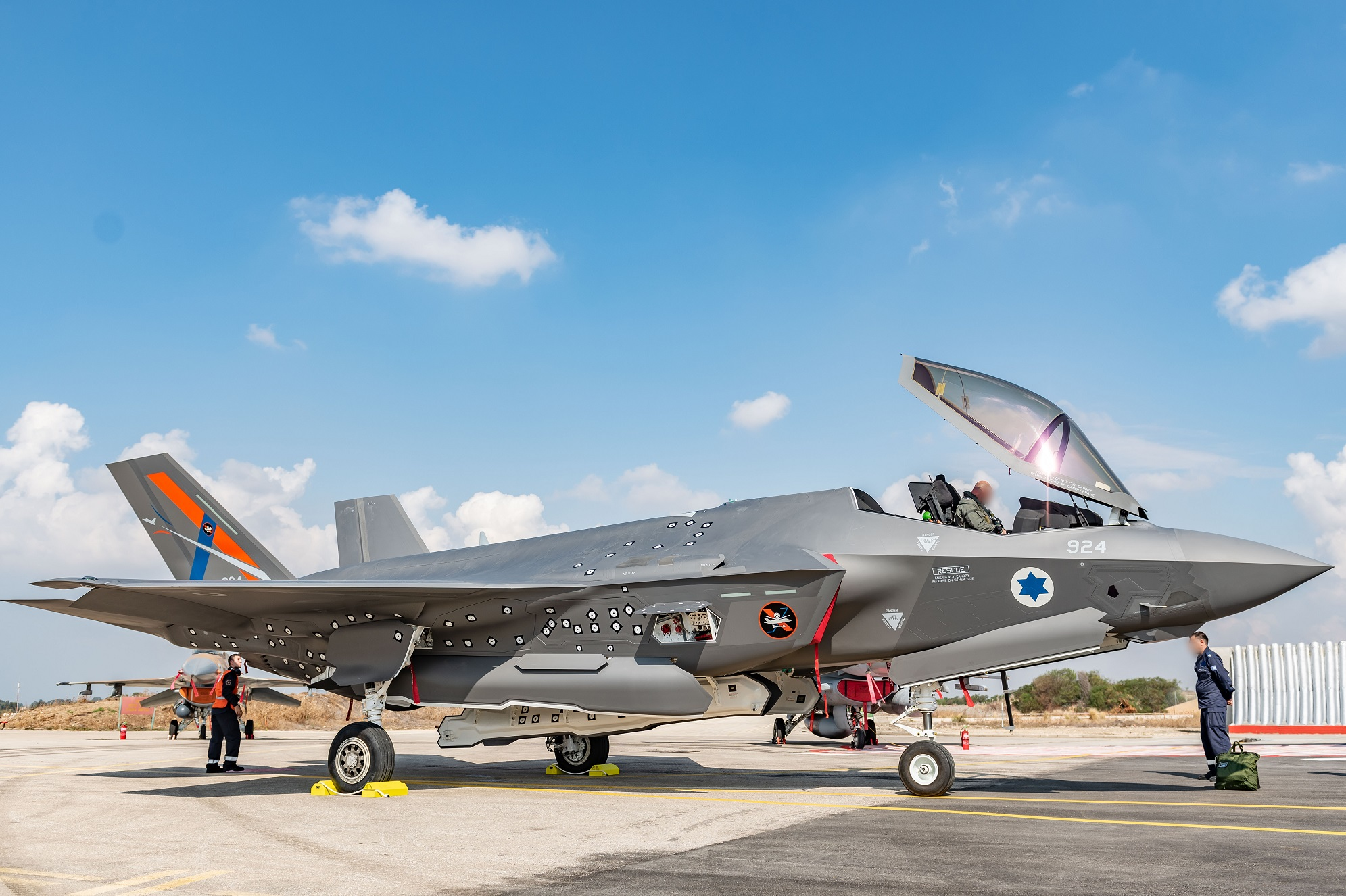
第601飛行隊に配備されたF-35I、2020年。